# Чжао Цзюньчже
Чжао Цзюньчже (кит.: 肇俊哲, нар. 19 квітня 1979, Шеньян) — китайський футболіст, що грав на позиції півзахисника.
Виступав, зокрема, за клуб «Ляонін Хувін», а також національну збірну Китаю.

## Клубна кар'єра
Народився 19 квітня 1979 року в місті Шеньян. Вихованець футбольної школи клубу «Ляонін Хувін». Дорослу футбольну кар'єру розпочав 1999 року в основній команді того ж клубу, кольори якої і захищав протягом усієї своєї кар'єри гравця, що тривала цілих вісімнадцять років. Більшість часу, проведеного у складі «Ляонін Хувін», був основним гравцем команди.

## Виступи за збірну
1998 року дебютував в офіційних матчах у складі національної збірної Китаю. Протягом кар'єри у національній команді, яка тривала 11 років, провів у формі головної команди країни 71 матч, забивши 3 голи.
У складі збірної був учасником чемпіонату світу 2002 року в Японії і Південній Кореї, а також домашнього кубка Азії 2004 року, де разом з командою здобув «срібло».

## Титули і досягнення
- Володар Суперкубка Китаю (1):

«Ляонін»: 1999
Збірні
- Бронзовий призер Азійських ігор: 1998
- Срібний призер Кубка Азії: 2004